# Hermit of Mink Hollow
Hermit of Mink Hollow är Todd Rundgrens åttonde soloalbum, utgivet 1978. Albumet hör till hans mer poporienterade och också till hans mest populära, med låtar som "Can We Still Be Friends" och "All the Children Sing". Musiken på albumet är ofta melankolisk, möjligen till följd av att hans långvariga förhållande med Bebe Buell tagit slut året innan.
Albumet nådde 36:e plats på Billboardlistan.

## Låtlista
Samtliga låtar skrivna av Todd Rundgren.
1. "All the Children Sing" - 3:11
2. "Can We Still Be Friends" - 3:37
3. "Hurting for You" - 3:22
4. "Too Far Gone" - 2:39
5. "Onomatopoeia" - 1:35
6. "Determination" - 3:12
7. "Bread" - 2:50
8. "Bag Lady" - 3:16
9. "You Cried Wolf" - 2:32
10. "Lucky Guy" - 2:06
11. "Out of Control" - 3:58
12. "Fade Away" - 3:05